# Matt Deakin
Pour les articles homonymes, voir Deakin (homonymie).
Matt Deakin (né le 20 mai 1980 à San Francisco) est un rameur d'aviron américain.

## Palmarès

### Jeux olympiques
- Athènes 2004
  -  Médaille d'or en huit.

### Championnats du monde
- Championnats du monde d'aviron 2003
- Championnats du monde d'aviron 2005
- Championnats du monde d'aviron 2006
  - [1]